# 多重人格探偵サイチョコ
『多重人格探偵サイチョコ』（たじゅうじんかくたんていサイチョコ）は、ひらりんによる漫画。多重人格探偵サイコのパロディ4コマギャグ漫画である。『月刊少年エース』（角川書店）にて2001年1月号から2010年1月号まで連載された。全4巻。

## 概要
「多重人格探偵サイコ」の登場人物が2頭身になったパロディ4コマギャグ漫画。シュールかつコミカルでキュートな作風になっており、キャラクター達にはひらりんによる独自のアレンジが加えられている。
また、「サイチョコ」1巻には「サイコ」1巻と同じ場所に、原作者である大塚英志のあとがきがある。また作者の立場上、所々で本編の謎解きが出来る場合がある。

## アレンジされた登場人物
雨宮 一彦（あまみや かずひこ）
伊園磨知のパシリ。
不幸が重なり、支給される食事はうまい棒だったが、後にメニューが書かれた紙になってしまった。
伊園美和に髪を切ってもらっている途中、誤って頭を割られ、タマネギ頭になった。（後に「ハゲ計画」と呼ばれるようになる。）その後、原作と同様、伊園美和に吸収され、西園弖虎の肉体に内包される。原作と違い、西園伸二（久…）は生存。
西園 伸二（にしぞの しんじ）
村田清の友だち。清を溺愛している。
伊園美和によってタマネギ頭にされてしまい、気にしている。（過去編にタイムリープした際は白さんに育毛剤を要求している。）
公園のベンチで清と悠々自適な生活を送っている。よく新聞を読んでいる。
西園 弖虎（にしぞの てとら）
原作より子供寄りに描かれている。アンテナのような髪型をしている。
雨宮一彦が転移してパシリ的な一面が出ることもあった。
過去編では、西園弖虎の人格が様々な事件を起こそうとするも、ことごとく失敗に終わっている。また、その際に都庁にたどり着いた。
伊園 磨知（いその まち）
本作の最強キャラクター。雨宮一彦をパシリとしてコキ使っている。年齢を気にしている。
寝てる間に伊園美和にヒゲを書かれた。（後に「ヒゲ計画」と呼ばれるようになる）。
タバコを吸うと伊園磨知、お酒を飲むと伊園若女になる。
ウサギ柄を好んでおり、技を発動する際の波動にもウサギ柄が出現する。
伊園 美和（いその みわ）
「ヒゲ計画」および「ハゲ計画」の首謀者。
計画がバレそうになった時から、狸寝入りを続けている。
梅見屋 明夫（うめみや あきお）
数え切れないほど大量にいる。
血液や細胞分裂によって無限に増殖する。まれに梅宮が発生する（鬼頭日明からは「誤植」だと突っ込まれている）。
西園伸二とは仲がいい。
過去編では村田清とお笑いコンビを組んだ。
御恵 てう（みめぐみ てう）
ダジャレ好きのガクソの偉い人。
何かにつけてダジャレを披露するが、笑うのは全一くらい。ダジャレを貶されると堪忍袋の尾が切れる。
全一（ぜんいつ）
ガクソのパシリ。てうのダジャレに爆笑する稀有な存在。笑い方は「ゲラゲラ」。
ミシェル・パートナー
日本文化が大好き。
自由人。雨宮のタマネギ頭を見てチョンマゲだと言った。
本作では死亡していない。
島津 寿（しまづ ひさし）
口調が「ひゃは」。頭に西園に撃ち抜かれた穴があり、絆創膏で塞いである。
田辺 友代（たなべ ともよ）
頭上に「↓田辺さん」というマークが付く。人肉食ネタでよく登場する。
過去編にも登場。彼女を主役にした長編も作られた。
雨宮 一彦（あまみや かずひこ）
オリジナルの雨宮一彦。本家なのに「ニセ雨宮」と呼ばれる。
伊園磨知にナメられるかわいそうな人。
村田 清（むらた きよし）
体が丈夫。西園伸二の友だち。
鬼干潟 龍夫（おにひがた たつお）
食玩おたく。
犬彦
前世があり、金一を前世での仲間（カオス）と間違える。
仔池 続（こいけ しょく）
顔面の作画がリアルに描かれている。触れたものの顔面をリアルにする能力を持つ。
自分から喋ることはなく、専属のイタコ（白さんの所にいた少女）が代わりに喋る。
ロリータ℃
詳細はロリータ℃の記事を参照。

## オリジナルの登場人物
金一（きんいつ）
登場人物紹介で全一が「金一」という誤植をされたことがきっかけで、「金一」という金属で出来た兄弟として生まれる。弟と同じく笑い上戸で、笑い方は「キケキケ」。
自分をゴミのように扱ったガクソへ復讐しようとパワーアップするも、全一の不遇を見、考えを改める。

## 既刊一覧
1. 2003年7月初版発行 ISBN 9784047135635
2. 2006年2月初版発行 ISBN 9784047137806
3. 2007年8月初版発行 ISBN 9784047139626
4. 2010年3月初版発行 ISBN 9784047153783